# Naajaat
Naajaat és un poble de Groenlàndia situat al municipi d'Avannaata i la regió de Kitaa (Groenlàndia Occidental). El 2020 tenia 49 habitants.